# ریشک‌ماهی زرورقی
ریشک‌ماهی زرورقی (نام علمی: Barbonymus) نام یک سرده از تیره کپورماهیان است.